# پدرلا
پدرلا (به اسپانیایی: Pedrola) یک دهستان در اسپانیا است که در استان ساراگوسا واقع شده‌است. پدرلا ۱۱۳ کیلومتر مربع مساحت و ۲٬۹۰۶ نفر جمعیت دارد.

## خواهرخوانده
شهر والرموزا خواهرخواندهٔ پدرلا هست.